# Isetta
Isetta byl dvoumístný miniautomobil vejčitého tvaru s dopředu odklopnou čelní stěnou, nahrazující dveře, italské firmy Iso –⁠⁠⁠⁠⁠⁠ Isetta je v italštině zdrobnělinou slova Iso (malé Iso). Představen byl v listopadu 1953, masově se vyráběl převážně v zahraničí.

## Vznik
Renzo Rivolta, majitel výrobce elektrických topení a chladicí techniky Isothermos, které byly po skončení Druhé světové války přehnaně nákladné, založil firmu Iso a pustil se do velmi žádané výroby motocyklů. Výrazného úspěchu dosáhl v roce 1949 se skútrem Iso 125 (později známým jako Isoscooter) s pohonem zadního kola řetězem s dvoupístovým jednoválcovým vzduchem chlazeným motorem v uspořádání odpovídající jednotce Puch 125. V roce 1950 jej doplnil podobně úspěšný lehký motocykl Isomoto se stejným pohonem. Přibývající konkurence a nasycení trhu přimělo firmu k plánu výroby minivozu s pohonem stejné koncepce pro doplnění výroby jejích tříkolových nákladních minivozů se základy skútru.

## Konstrukce
Aerodynamický vůz vejčitého tvaru s bublinkovitými okny navrhli letečtí konstruktéři Ermenegildo Preti a Pierluigi Raggi. Karoserii z ocelového plechu[zdroj?] nesl trubkový rám. Vstup jako do lednice umožňovala dopředu s volantem odklopná čelní stěna. Nouzový výstup dovolovala stahovací plátěná střecha. Mezi dva dospělé se do minivozu vměstnalo i menší dítě.
S motorem koncepčně odpovídajícím skútru Iso 125, ovšem zdvihového objemu 236 cm³ s 9,5 koni dosahoval 2,3 m dlouhý, 1,3 m vysoký a široký vůz o pohotovostní hmotnosti 360 kg maximální rychlost 75 km/h. Poháněná zadní kola s krátkým rozchodem nepotřebovala diferenciál.

## Výroba

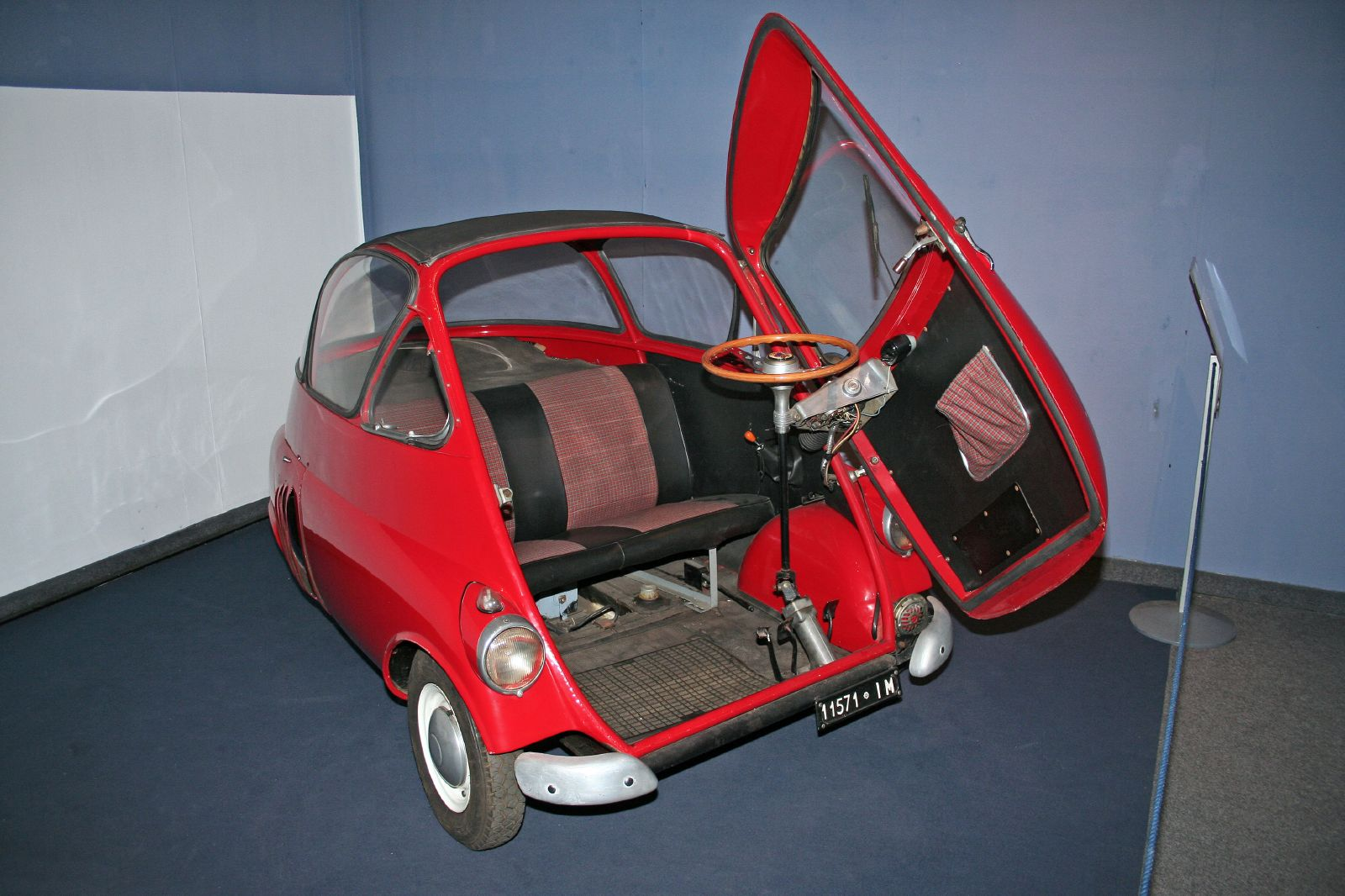
Isetta s otevřenou čelní stěnou s volantem

Automobil se až do konce 60. let 20. století stal velmi populární pro cenovou dostupnost a nízkou spotřebu pohonných hmot. Ani ne ve slunné Itálii s větší oblibou skútrů a prodejní cenou příliš blízkou velkosériovému malému vozu Fiat Topolino, kde výroba cestovních Isett skončila už koncem roku 1955. Spíše v zahraničí, kam Iso prodalo výrobní licenci – do Francie (Vélam), Belgie, Španělska (Iso España), Anglie a Brazílie (Indústrias Romi). Nejdříve ovšem do Německa, kde výrobu nezvyklého vozu úspěšně v dubnu 1955 zahájilo a světoznámou značkou na BMW 250 Isetta další k tomu ponouklo.

## Film
Vůz se objevil mj. ve filmech Usměvavá tvář a Lisabonský příběh.

## Isettacarro 500
Iso Isettacarro byl lehký užitkový vůz se vzadu zkrácenou kabinou Isetty.[ve zdroji nenalezeno] Měl vlastní pomocný rám, prodloužený rozvor a širokou poháněnou zadní nápravou s diferenciálem.[ve zdroji nenalezeno] Motor se přesunul za kabinu do středu vozu mimo prostor cestujících. Mohl přepravit 500 kg nákladu.[zdroj?] Dodával se v provedení valník, uzavřená skříňová dodávka, se sklopnou korbou i v mnoha dalších. V Itálii se jednalo o tak oblíbený typ, že se jich prodalo tolik jako samotné Isetty. V licenci se vyráběl ve Španělsku.[zdroj?]